# Marcomer
Marcomer (Marchomer, Marchomir) byl franským vévodou (dux), žijícím na konci 4. století, který roku 388 vpadl do Římské říše, když byl velitel římské Galie Magnus Maximus obležen v Akvileji Theodosiem I. Měl syna Pharamonda. Někteří moderní historikové nepovažují Marcomera za historickou osobu, byť se o něm zmiňuje kronikář Řehoř z Tours.